# マイケル・オーウェン (ラグビー選手)
| 生年月日   | 生年月日   | 1980年11月7日                          |
| ポジション | ポジション | ナンバーエイト、フランカーまたはロック |
| 所属       | 所属       | 引退                                   |
| 身長       | 身長       | 197cm                                  |
| 体重       | 体重       | 105kg                                  |

マイケル・オーウェン（Michael Owen、1980年11月7日 - ）は、ウェールズポンティプリッド出身のラグビー選手。また同国代表でもあった。（ナンバーエイト、フランカーやロックもこなす）身長1.97mで体重105kg。現役時代には、ポンティプリッドRFC、ニューポート・グウェント・ドラゴンズとサラセンズに所属していた。

## 人物
2005年のシックス・ネイションズでウェールズが1978年以来のグランドスラムを達成した時のプレーヤーの一人。また、同年にはブリティッシュ・アンド・アイリッシュ・ライオンズとしてニュージーランドツアーにも参加している。代表デビューしたのは2002年6月8日、その時の対戦相手は南アフリカであった。